# 良相佐國
《良相佐國》（英語：A Man for All Seasons）是一部1966年英國傳記電影，敘述16世紀英國亨利八世時代著名大臣湯瑪斯·摩爾的故事。由佛烈·辛尼曼執導，由保羅·史考菲及勞勃·蕭主演。
在1967年的第39屆奧斯卡金像獎中提名8個獎項，更獲得6項大獎，包括最佳影片獎、最佳導演獎、最佳改编剧本、最佳男主角（保羅·史考菲）、最佳摄影和最佳服装设计奖。

## 演員表
- 保羅·史考菲：飾 湯瑪斯·摩爾
- 溫蒂·希勒（Wendy Hiller）：飾 艾莉絲·摩爾
- 李歐·麥肯（Leo McKern）：飾 湯瑪斯·克倫威爾
- 奧森·威爾斯：飾 沃爾西樞機主教
- 勞勃·蕭：飾 亨利八世
- 蘇珊娜·玉：飾 瑪格麗特·摩爾
- 尊·赫：飾 李察·瑞奇
- 奈傑·戴文波特：飾 諾佛克公爵
- 凡妮莎·蕾格烈芙（片頭字幕未列名）：飾安妮·博林

## 外部連結
- 互联网电影数据库（IMDb）上《良相佐國》的资料（英文）
- 爛番茄上《良相佐國》的資料（英文）
- 豆瓣电影上《良相佐國》的資料 （简体中文）
- AllMovie上《良相佐國》的资料（英文）